# خضر سلامة
خضر سلامة (1 يناير 1984 ببيروت في لبنان - ) هو لاعب كرة قدم لبناني في مركز الوسط. شارك مع منتخب لبنان لكرة القدم. أما مع النوادي، فقد لعب مع نادي الصفاء ونادي العروبة ونادي نفط ميسان.

## وصلات خارجية
- خضر سلامة على موقع الاتحاد الدولي (مؤرشف)  (الإنجليزية)
- خضر سلامة على موقع ناشيونال فوتبول تيمز (الإنجليزية)
- خضر سلامة على موقع Soccerway.com (الإنجليزية)